# Mașină de tocat

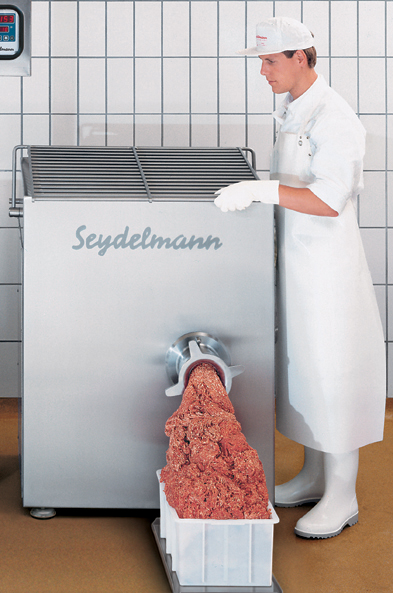
Mașină de tocat

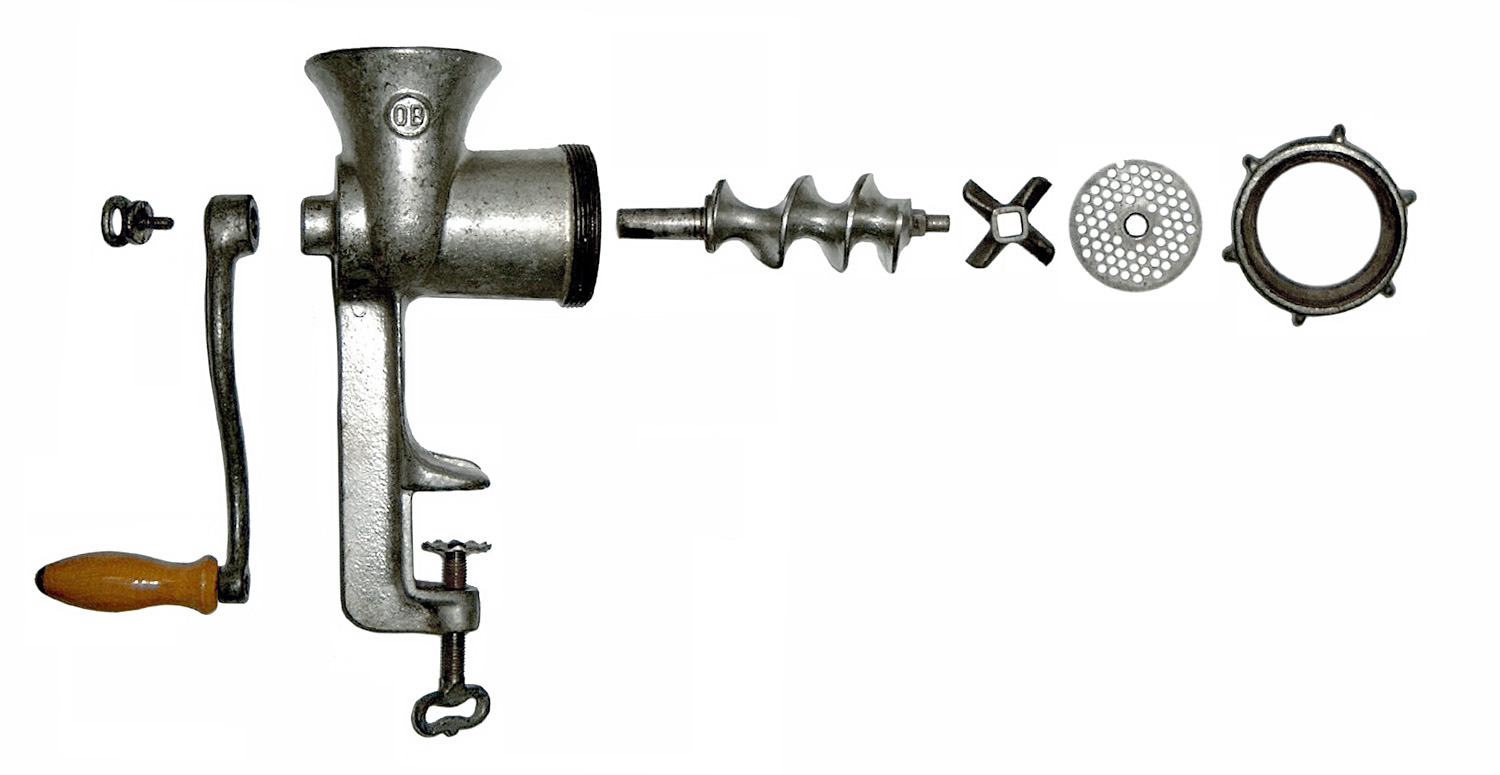
Maşină de tocat manuală dezasamblată

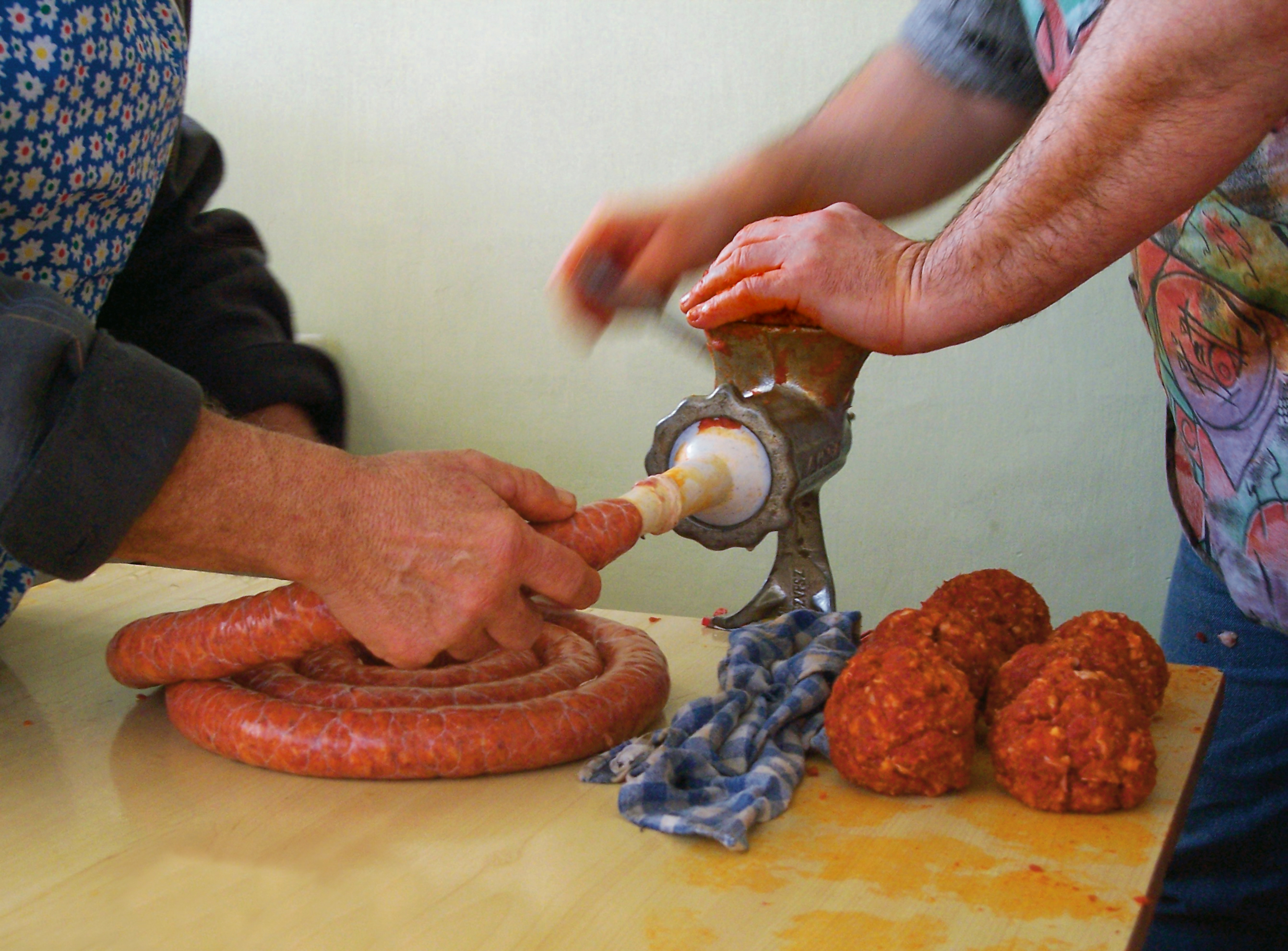
Producere obişnuită de cârnaţi

O mașină de tocat este un aparat utilizat în bucătărie pentru măcinarea sau pisarea cărnii sau a vegetalelor.